# Тирозинкиназа TEK
Тирозинкиназа TEK, или TIE2 — мембранный белок, рецептор ангиопоэтина 1, продукт гена TEK. 

## Функции
Рецепторная тирозинкиназа TEK, или TIE2, экспрессирована практически исключително на эндотелиальных клетках. TEK во многом похожа на тирозинкиназу TIE1.
Лигандом рецептора является ангиопоэтин-1. TEK считается маркером для клеток-предшественников студенистого ядра (лат. nucleus pulposus) межпозвоночного диска, которые после активации под действием ангиопоэтина-1 начинают пролиферировать и дифференциироваться.
Генетические нарушения гена TEK связаны с абнормальным развитием венозной системы. Сигнальный путь TEK является критическим для межклеточной связи между эндотелиальными и гладкомышечными клетками в процессе венообразования.

## Структура
Это крупный белок, который состоит из 1124 аминокислот, молекулярная масса 125,8 кДа. Рецептор содержит уникальный экстраклеточный домен, в который входят 2 иммуноглобулино-подобных петли, разделённые 3 EGF-подобными повторами, и 3 фибрино-подобными повторами 3 типа. Во внутриклеточном домене находится протеинкиназный участок. Рецептор фосфорилирует несколько сигнальных молекул, включая DOK2, GRB7, GRB14, PIK3R1, SHC1 и TIE1.

## Взаимодействия
TEK взаимодействует с ANGPT2, ангиопоэтином 1, и DOK2.